# 菜籽油和芥花油
菜籽油（英語：rapeseed oil），是油菜籽油的简称，指的是从任何一种芸薹属植物（油菜）种子中压榨提取的植物油。芥酸含量较低（中国国标要求<3%，联合国粮农组织及世界卫生组织要求<2%，欧盟要求<5%）者可食用，称食用菜籽油；北美欧洲油菜杂交品种产物特称芥花籽油（英語：canola oil），简称芥花油。芥酸含量较高者一般不允许食用，称高芥酸菜籽油（英語：colza oil），用于燃料和润滑。由于转基因芥花籽油产量极高，也有开始将芥花籽油用于生物柴油的。

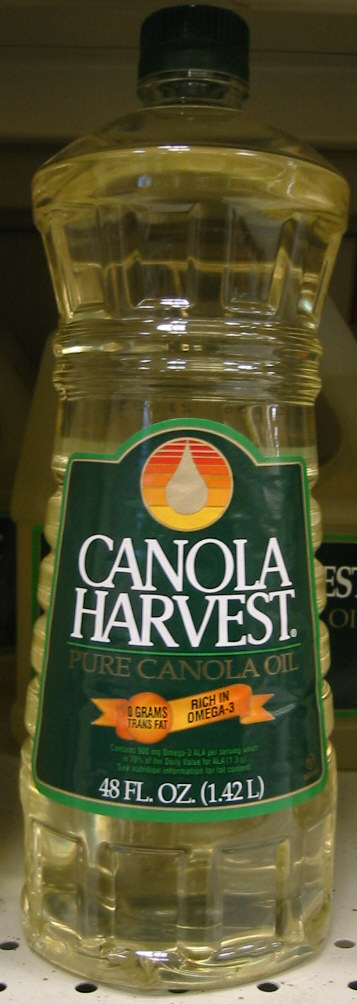
一瓶“芥花油”，即欧洲油菜产出、可食用、经过多层过滤处理的菜籽油

大约在1960年代，动物实验显示，芥酸对小鼠的心脏有害，因此国际上禁止了传统菜籽油 (一般芥酸 >40%) 作为食用。而高芥酸油品是否对人类心脏有害，目前还有争议。在1976年，加拿大科学家通过杂交选育，得到了低芥酸的油菜，才重新让这类植物成为食用植物油来源。现在，国际食品法典委员会依用途將一般菜籽油（英語：rapeseed oil）與食用菜籽油（英語：canola oil）分成兩種不同的植物油類。菜籽油在中国和欧洲各国都有长久的历史，一开始是被用来作为工业使用，比如潤滑，燃油，后来才被人用于食用。同样被归为第二类的，还有低芥酸的其他油菜品种所制之油品，即“低芥酸菜籽油”（LERO, low-erucic acid rapeseed oil）。
食用菜籽油目前為許多國家的主要食用油，在加拿大的消費量市佔率高達 64%、日本為 47%、澳洲為35%，市佔率皆排名第一。根據美國農業部 (USDA) 的統計，食用菜籽油目前位居全球第三大食用油，占全球食用油消費量約15%，僅次於棕櫚油與大豆油。食用菜籽油主要生產國為澳洲、加拿大、中國、印度、歐洲。由于食用菜籽油創造出高收益比，因此被廣為種植。目前於加拿大約有95%芥花皆為基因改造品種。歐洲則是禁止種植基改芥花，但開放少數基改芥花用於加工食品。
2018年，全球食用菜籽油产量为2500万吨，以加拿大、中国和德国为主要生产国，這三個國家產量占世界总产量的44%。 加拿大是2019年全球最大的食用菜籽油出口国。

## 用语
芥花油的原文为1970年代的新造商标，糅合代表加拿大的“can”和表示低酸（oil, low acid）的“ola”而成。现在此词对应的英文已经通用化，对应“食用菜籽油”的整体概念，因此联合国粮农组织等将中国“食用菜籽油”也列入“canola oil”计算。在中国，“芥花油”仍保持原本的特殊含义，翻译时应注意鉴别。
另有多种汉语译文。中國大陸與日本仍將canola oil譯為「油菜籽油」或「菜籽油」，中國大陸又有其他通俗名稱例如「菜油」、「香菜油」、「香油」、「蕓苔油」等；在台灣，則普遍將canola oil譯為「芥花油」或音譯為「坎蘿拉油」；在香港，canola oil則被譯為「芥花籽油」。翻譯上的不一致，易造成亞洲消費者理解上的混淆，使消費者常無法清楚辨別適合民生用的芥花油（低芥酸、可食用）與工業用的菜籽油（高芥酸、不可食用）。事實上在食用油領域，不論其中文名稱為「芥花油」、「坎羅拉油」、「油菜籽油」、「菜籽油」、「芥花籽油」，其實皆意指由芥花種子榨取而來的canola oil。

## 歷史
芸薹属植物油是人类最早使用的油之一。4000年前的印度、2000年前的中国和日本就有使用油菜籽的记录。:55

### 加拿大杂交种
1976年，加拿大農業學者将西洋油菜（甘蓝型油菜）与芸薹（白菜型油菜）杂交，培育出新種油菜，並命名為「Canola」，取其「Can（Canadian，加拿大）」、「o（oil，油）」、「l（low，低）」和「a（acid，酸，指芥酸）」的意思。傳統油菜與芥花目前已被國際視為兩種不同的品種。1977年，歐盟官方正式通過 Canola oil 為可食用油，正式授予歐盟合格認證 （CE）。1979年，加拿大政府正式將「Canola」登記為新品種的油菜籽。1985年，美國食品藥品監督管理局（FDA）正式通過 Canola oil 為符合食品規範的可食用油（Generally Regarded As Safe - GRAS）。
2006年10月，美國食品及藥物管理局正式批准芥花油業者可以在產品標籤上清楚註明「可減少冠狀動脈心臟疾病的風險」

### 中国杂交种
中国菜籽油原本由蔓菁提取，直到十九世纪时引入西洋油菜，两者杂交才产出现在的半冬性油菜品种。之后中国育种家维持了半冬性适合与水稻轮作的性质，并与加拿大种杂交，进一步降低了芥酸、硫苷浓度，在1985年审定、1992年推出了第一个“华杂2号”双低品种。在改革开放、中国加入世界贸易组织后，政府为了国际通商，进一步推广了双低油菜品种的培育和种植。

## 化学组分

### 芥酸和硫苷
芥酸和硫苷（硫代葡萄糖苷）为加拿大芥花移除的两大组分。其中芥酸为前述可能导致心血管疾病的组分。硫苷本身则对人类无害（以至可能有益），但其带有的辛辣味不适合烹饪。硫苷在榨油时主要进入油渣，浓度过高会对动物造成毒害，降低油渣的经济价值。
加拿大种的低芥酸含量是由于LEA1、KCS17基因突变及这两个基因的表达程度改变，基本为隐形遗传。英国有芥酸含量莫名恢复的情况，经调查认为是农田内混入了高芥酸品种和杂草，可以通过抗除草剂品种配合除草剂分开。造成低硫苷含量的基因突变暂未完全厘清，除已知的GTR2、HAG1/MYB28、LSG之外还可能有更多有关位点。
现有菜籽油的芥酸含量在0.1%左右，且有持续下降趋势。种子硫苷含量维持在10μmol/kg左右，油渣硫苷含量则维持在20μmol/kg左右。

### 營養價值
芥花油擁有良好的脂肪酸比例，是越來越被國際重視的主因。芥花油的多元不飽和脂肪 Omega 3 含量高達11%，優於絕大多數烹飪油；同時芥花油的飽和脂肪含量為植物油中最低（僅7%），亦僅為橄欖油（15%）的一半。芥花油的單元不飽和脂肪 Omega 9（61%），優於多數植物油。
| 油品名稱 | 飽和脂肪酸 (%) | Omega 3 (%) | Omega 6 (%) | Omega 9 (%) |
| -------- | -------------- | ----------- | ----------- | ----------- |
| 芥花油   | 7%             | 11%         | 21%         | 61%         |
| 亞麻籽油 | 9%             | 57%         | 16%         | 18%         |
| 葵花油   | 12%            | 1%          | 71%         | 16%         |
| 玉米油   | 13%            | 1%          | 57%         | 29%         |
| 橄欖油   | 15%            | 1%          | 9%          | 75%         |
| 大豆油   | 15%            | 8%          | 54%         | 23%         |
| 花生油   | 19%            | 0%          | 33%         | 48%         |
| 棉籽油   | 27%            | 0%          | 54%         | 19%         |
| 豬油     | 43%            | 1%          | 9%          | 47%         |
| 棕櫚油   | 51%            | 0%          | 10%         | 39%         |
| 牛油     | 68%            | 1%          | 3%          | 28%         |
| 椰子油   | 91%            | 0%          | 2%          | 7%          |

因為芥花油的脂肪酸結構優異，美國心臟學會（AHA）正式於2015年推薦消費者可用芥花油作為家庭烹調用油。
美國和加拿大芥花油商會曾赞助多名学者发文，称芥花油可以降胆固醇、抗氧化、降低胰岛素阻抗、降低癌细胞生长速度。
现代中国菜籽油的脂肪酸组分和芥花油类似。2022年的一份样本（品种未知）指出，中国甘蓝型油菜籽油的饱和脂肪酸含量为9.7%，油酸（一种ω-9）含量为48.1%，亚油酸（一种ω-6）含量21.39%，亚麻酸（ω-3、ω-6皆有）为15%。

## 工艺、分类、用途
菜籽油的用途依照烟点和稳定度决定。这两个特征和口味一样，都和制油工艺密切相关。
现代芥花油一般为浅色无味液体。这种油脂从蒸熟的种子开始，经过压榨或化学溶剂提取。得到的油脂经过烧碱处理以移除游离脂肪酸后，又经过粘土滤色，高温煮熟去味，才获得最终的芥花油产品。由于处理过程中去除了游离脂肪酸，且经过高温冒烟煮熟，这种油稳定性较好，烟点也接近240℃。由于油几乎无味，不会影响食材本身的味道。在中国，这类油也叫“精炼菜籽油”或“一级菜籽油”。
中国的菜籽油一般为深色、有特殊香味的油脂。这种油从烘熟的种子开始，经过机械压榨制成粗油，又通过离心机移除油渣制成。一般这类油还会再经过加热，提升热稳定性。这类油是川菜的一大基础，也适合高温油炸。
西方传统的菜籽油是通过冷压做成。这类油有一股类似卷心菜的味道，烟点较低。
另外印度的芥末油口味接近菜籽油，但使用的植物芥酸含量较高，因此在西方国家只能作为宗教、按摩用途的油出售。不过还是有西方厨师使用这种油。

## 產地與基因改良

### 適合生長環境
菜籽適合生長的環境為南北緯度30~55度的平原，多為秋末播種，春末收成。

### 加拿大
目前全世界最大的生產國為加拿大，也是第一個藉由天然雜交育種方式，培育出芥花的國家。根據 GMO Inquiry 2015年的報告，1995年加拿大政府正式准許基因改良技術用在芥花上，以提高芥花對於除草劑與除蟲劑的耐受性，以協助加拿大產區在除草劑與除蟲劑的運用下，提升大規模種植的產出率，方能因應全球快速上升的糧食需求。自此之後，加拿大產區的基改芥花種植面積快速增長，截至今日，超過 95%的加拿大芥花產量為基因改造品種，此基因改造之芥花品種，也被普遍製造成芥花油、加工食品、動物飼料，流通至全世界。

### 澳洲
1960年代，澳洲引進加拿大天然原生種芥花，並開始小量種植，由於澳洲西部平原風土、氣候適合芥花生長，1990年代產量提升，如今已是全球第四大芥花生產國。由於澳洲政府嚴格管制基因改良技術在食品的運用，因此澳洲目前仍保有當年加拿大的天然原生種芥花，並在該基礎上持續自然雜交育種出天然的新芥花品種。

### 欧盟和英国
欧盟禁止种植转基因抗Roundup菜籽，但BASF的抗Imazaquin除草剂“Clearfield”品种为基因编辑产物，不属于转基因，因此一度可以使用。2020年2月，法国决定遵照2018年欧洲法院要求监管基因编辑产物的判决，开始禁止进口Clearfield油菜。暂无其他欧盟成员国做出类似决定。
全球芥花十大產國
| 排名 | 國家       | 產量(1000 MT) |
| ---- | ---------- | ------------- |
| 1    | 加拿大     | 18,362        |
| 2    | 中國       | 14,853        |
| 3    | 印度       | 7,946         |
| 4    | 澳洲       | 3,814         |
| 5    | 烏克蘭     | 2,367         |
| 6    | 俄羅斯     | 1,437         |
| 7    | 美國       | 1,013         |
| 8    | 白俄羅斯   | 681           |
| 9    | 巴基斯坦   | 322           |
| 10   | 哈薩克斯坦 | 240           |

## 芥子氣謠言
有傳言稱芥花油有毒，稱芥子氣原料就是它。對此，香港食物安全中心發表了一份評估報告反駁此流言，称芥花油可作為均衡飲食的一部分供安全食用。芥子氣名稱由來是因為它的氣味類似芥菜類蔬菜，但芥子氣是化學合成生產，而不是由植物提煉。类似的流言在Line上也有发布，台灣衛生福利部食品藥物管理署（TFDA）反驳称“歐洲也未有禁用芥花油之情事”，认为是“沒有根據的謠言”。針對相關疑問，加拿大駐台北辦事處在其網站上有提出釋疑。

## 佛教、道教荤素争议
由於佛教與道教對葷菜的定義不同，菜籽油是否屬於葷菜向來有所爭議。
在佛教文化裡有所謂的「五辛」，《梵網經》記載其為大蒜、茖蔥、慈蔥、蘭蔥、興渠，製作菜籽油所用的芸薹不在其列。
在道教文化裡有所謂的「五葷」，宋羅願《爾雅翼》有記載其為韭、蒜、芸薹、胡荽、薤，芸薹名列其中。
其中芸薹、胡荽與「五辛」的關係，《宋高僧傳》有記載係源於對興渠的認知不同：「又以僧徒多迷五辛中興渠。興渠人多說不同。或云蕓薹胡荽或云阿魏。」「五辛此土唯有四......闕於興渠......回至于闐方得見也......薹荽非五辛。所食無罪。」